# Justin Anderson
Justin Lamar Anderson (ur. 19 listopada 1993 w Montross) – amerykański koszykarz, występujący na pozycji obrońcy oraz skrzydłowego, od 2025 zawodnik Dubai Basketball. 
23 lutego 2017 został wytransferowany do Philadelphia 76ers wraz z Andrew Bogutem oraz chronionym wyborem I rundy draftu 2017 w zamian za Nerlensa Noela. 25 lipca 2018 trafił do Atlanty Hawks w ramach transakcji z udziałem trzech zespołów.
26 września 2019 dołączył do obozu szkoleniowego Washington Wizards. 16 października opuścił klub. 25 listopada został zawodnikiem Raptors 905. 
6 stycznia 2020 zawarł 10-dniowy kontrakt z Brooklyn Nets. 15 stycznia został zwolniony. 21 stycznia zespół Raptors 905 wymienił go do Long Island Nets w zamian za Henry'ego Ellensona. 18 lipca podpisał kolejną umowę z Brooklyn Nets. 27 listopada dołączył do Philadelphia 76ers. 19 grudnia opuścił klub.
21 grudnia 2021 zawarł 10-dniowy kontrakt z Cleveland Cavaliers. 1 stycznia 2022 podpisał 10-dniową umowę z Indiana Pacers. Po jej upłynięciu powrócił do składu Fort Wayne Mad Ants. 17 marca 2022 zawarł kolejny 10-dniowy kontrakt z Pacers. 28 marca 2022 podpisał trzecią w sezonie 10-dniową umowę z Pacers. 
25 października 2023 roku dołączył do hiszpańskiego klubu CB Breogán, debiutując w tym klubie w rozgrywkach Liga ACB oraz w Lidze Mistrzów FIBA. Anderson jednak szybko odszedł z Breogán, podpisując już 24 grudnia 2023 kontrakt z inną hiszpańską drużyną - Valencią. Po zakończeniu rozgrywek w sezonie 2023/24 podpisał kontrakt na jeden sezon z FC Barceloną, w klubie z Katalonii rozegrał 75 spotkań. 
17 czerwca 2025 roku Barcelona poinformowała, że nie przedłuży umowy z Andersonem po zakończeniu rozgrywek 2024/25. Tego samego dnia, został ogłoszony zawodnikiem klubu z Zjednoczonych Emiratów Arabskich - Dubai Basketball, który od sezonu 2025/26 został dołączony do rozgrywek Euroligi. 

## Osiągnięcia
Stan na 13 października 2023 na podstawie, o ile nie zaznaczono inaczej.
NCAA
- Uczestnik rozgrywek:
  - Sweet 16 turnieju NCAA(2014)
  - II rundy turnieju NCAA (2014, 2015)
- Mistrz:
  - turnieju konferencji Atlantic Coast (ACC – 2014)
  - sezonu regularnego konferencji ACC (2014, 2015)
- Najlepszy Rezerwowy Konferencji Atlantic Coast (2014)
- Zaliczony do:
  - III składu All-American (2015 przez NABC)
  - II składu ACC (2015)
  - I składu turnieju:
    - Barclays Center Classic (2015)
    - Corpus Christi Challenge (2014)

Indywidualne
- Zaliczony do:
  - I składu G-League (2022)
  - III składu G-League (2020, 2023)[22]

Reprezentacja
- Mistrz:
  - świata U–17 (2010)
  - Ameryki U–16 (2009)